# Барн, Китти
Мэрион Кэтрин «Китти» Барн (17 ноября 1882 — 3 февраля 1961) ― английская детская писательница, автор детских книг, особенно на музыку и музыкальные темы. В 1940 году получила медаль Карнеги за детские книги.

## Биография
Родилась 17 ноября 1882 года в Питершеме, графство Суррей, Англия. Выросла в Сомерсете и Сассексе, а позже училась в Королевском музыкальном колледже. 12 апреля 1912 года вышла замуж за Эрика Стритфилда. 
Барн была членом Женской добровольческой службы, отвечавшей за приём детей, эвакуированных в Сассекс. В годы войны опубликовала шесть романов. За роман  «Гости из Лондона» об эвакуированных детях получила ежегодную медаль Карнеги от Библиотечной ассоциации, признав лучшую детскую книгу года британским подданным.
В наши дни наиболее известна своими книгами о пони «Розина Коппер» и ее продолжением «Розина и сын», в которых рассказывается правдивая история аргентинской пони - кобылы, которая была спасена от скотобойни. Эта книга была проиллюстрирована Альфонсом Пурчером и Марсией Лейн Фостер.
Написала также несколько научно-популярных книг. Рут Гервис , иллюстратор ряда ее книг, сказала о ней:

Для иллюстратора Китти Барн была самым восхитительным автором не потому, что она давала ему полную свободу действий, а потому, что она точно знала, чего хотела, и была так рада, когда кто-то ловил ее визуальные образы. Это было настоящее сотрудничество автора и художника. Мы встречались, и тогда, прислушиваясь ко мне, с сияющими глазами, с выражением интереса на лице, она обсуждала свои характеры. Раньше я делал десятки быстрых набросков, пока не получил их такими, какими она их представляла, чему способствовали ее междометия: «О, скорее более высокий лоб и еще более глубоко посаженные глаза» или «О, нет, вы сделали ее слишком милой, я думаю, что она ужасная маленькая девочка. Мы вместе смеялись над ее забавными взрослыми, когда она предлагала мне зарисовки происшествий, которые выявляли бы их характерные черты— 
.
Умерла 3 февраля 1961 года после продолжительной болезни.

## Избранные произведения
- Пасхальные каникулы , также известные как «Тайна песчаных холмов» (1935)
- У нее должна быть музыка (1938)
- Семейные рампы (1939)
- Гости из Лондона (1940)
- Слушая оркестр (1941)
- Могу ли я держать собак? он же Бракен, Моя собака (1941)
- Мы встретимся в Англии (1942)
- Янтарные ворота (1942)
- Трое и голубь (1944)
- В той же лодке (1945)
- А вот и девушки-гиды (1946)
- Музыкальные награды (1947)
- Бракен, моя собака (1949)
- Ветряная мельница Дасти (1949)
- Собака Роли (1950)
- Элизабет Фрай: рассказ-биография (1950)
- Тайна ветряной мельницы (1950)
- Барби (1952)
- Прогулка адмирала (1953)
- Розина Коппер (1954)
- Пограничники Танна (1955)
- Розина и сын (1956)